# 琵嘴鸭
琵嘴鸭（學名：Spatula clypeata），又名琵琶嘴鸭、铲土鸭、杯凿、广味凫。

## 生态环境
栖息于开阔地区的湖泊河流等处，也见于山区以及高原上的水域，偶尔也会在村镇附近的污水池塘中。琵嘴鸭不喜欢在长满挺水植物的水域中觅食，在沿海也不常见，但是在咸水水域却也可以看到。琵嘴鸭非常机警，如果发现敌害会迅速逃跑，虽然飞行能力不强，有时却能飞得很快。

## 分布地域
繁殖在中国新疆西部以及东北北部，欧洲、西伯利亚、蒙古大部以及北美洲西部，还有少数在日本北海道北部繁殖；迁徙途径东北南部，内蒙古、青海、新疆以及华北各省，越冬在长江中下游以南各省、台湾和西藏南部地区，以及英国、爱尔兰、欧洲南部、亚洲大陆南部、日本和菲律宾、非洲北部北美洲南部和墨西哥，部分个体甚至被发现在密克罗尼西亚群岛越冬。

## 特征

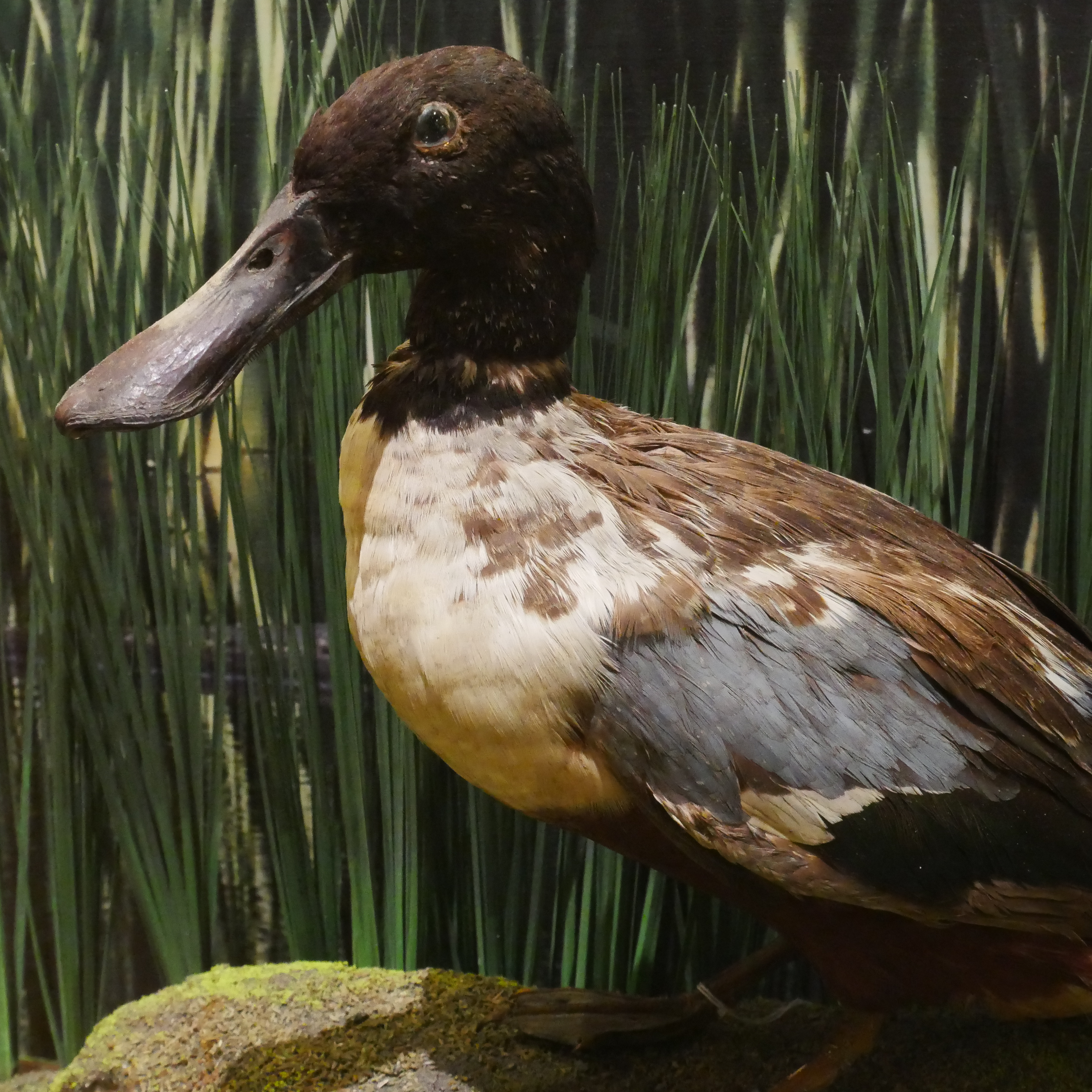
標本

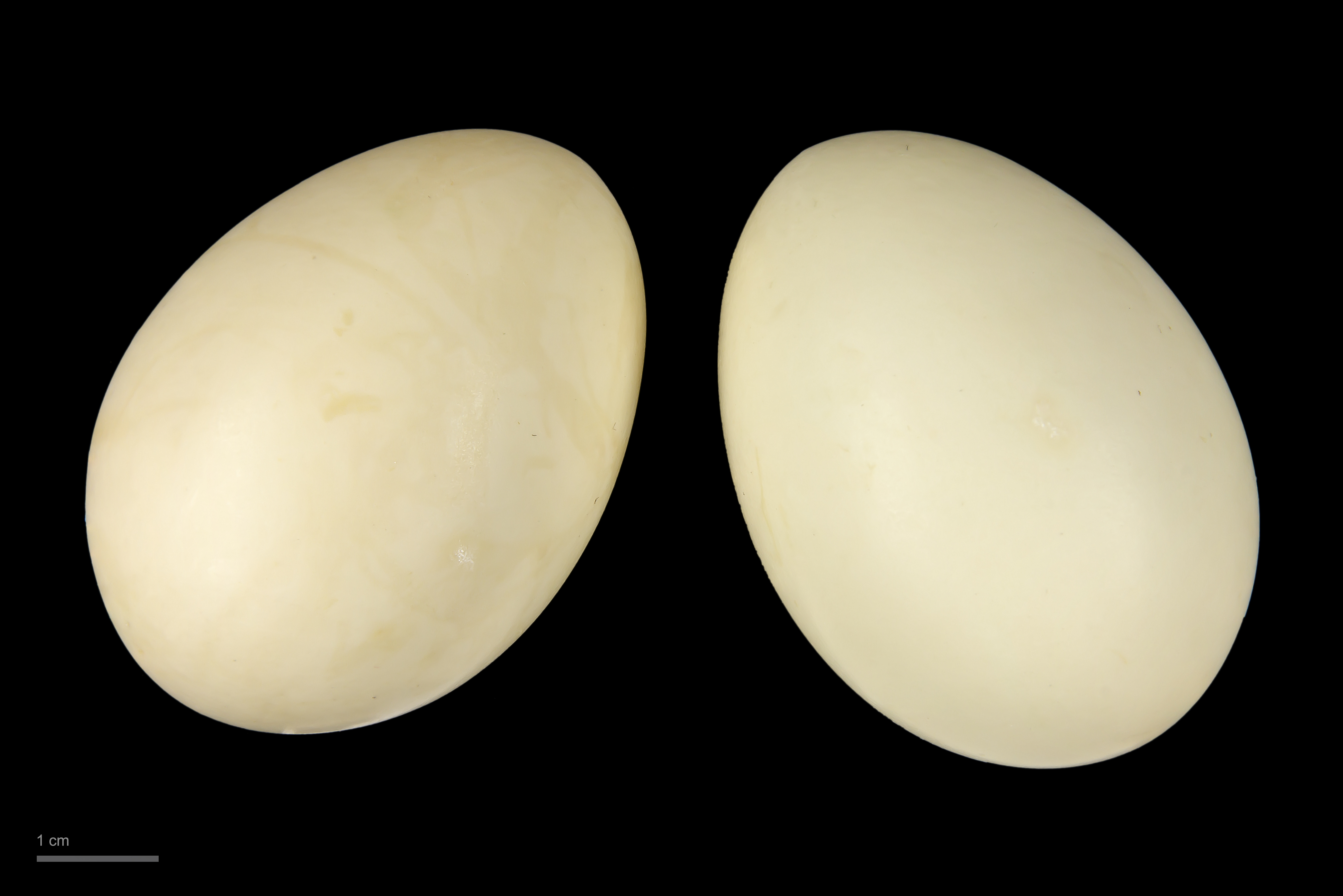
卵

体大嘴长，末端宽大有如铲子因为其喙形如琵琶，故而得名琵嘴鸭。雄鸟的腹部栗色，胸白，头颈深绿色两侧具金属光泽；雌鸟褐色斑驳，尾近白色，贯眼纹深色，色彩似雌绿头鸭但嘴形清楚可辨。飞行时浅灰蓝色的翼上覆羽与深色飞羽及绿色翼镜成对比。雄鸟虹膜金黄色，雌鸟褐色；繁殖期雄鸟的上嘴近黑色，雌鸟橘黄褐色；脚橙红色，脚爪兰黑色。

## 食物
琵嘴鸭的食性偏动物性，常在浅水河岸附近的水中用铲子形的嘴捞取水面或水边的食物，由于潜水能力不强琵嘴鸭很少潜入水中觅食。据研究琵嘴鸭主要的食物为小型软体动物，浮游生物、甲壳类，昆虫幼虫、小鱼、蛙等冬季也吃一些植物型食物，包括蓼科植物的种子。茄科植物的浆果，莎草科植物的瘦果、眼子菜科、浮萍科、槐叶苹科植物等。

## 繁殖与保护
琵嘴鸭未列入濒危名单，但受到栖息地破坏的威胁，而且由于狩猎和环境条件恶化，目前数量较少。 